# 사메가이역
사메가이역(일본어: 醒ヶ井駅 사메가이에키[*])은 일본 시가현 마이바라시에 있는 도카이 여객철도의 철도역이다.
도카이도 본선 중 도카이 여객철도가 관할하는 구간의 가장 서쪽에 있는 역으로, 마이바라역부터는 서일본 여객철도가 관리하고 있다.

## 역 구조
2면 3선 구조의 지상역이다. 단식 1면 1선과 섬식 1면 2선으로 구성되어 있다. 다만, 단식 승강장은 실제로는 사용하지 않는다. 역사는 폐쇄된 단식 승강장 쪽에 있으며, 섬식 승강장과는 구름다리로 이어져 있다.
오가키역이 관리하는 간이 위탁역이다.

### 승강장
1번선은 화물 열차가 대피할 때 사용한다.
| 2 | ■ 도카이도 본선 | 마이바라 · 교토 방면 |
| 3 | ■ 도카이도 본선 | 오가키 · 나고야 방면 |

## 역세권 정보
- 나카센도 사메가이주쿠
- 국도 제21호선

## 역사
- 1900년 2월 21일 - 일본국유철도 도카이도 본선 나가오카 역 (지금의 오미나가오카역 ~ 마이바라 역 사이에 신설 개업.
- 1987년 4월 1일 - 민영화에 따라 도카이 여객철도의 소속이 되었다.
- 2006년 11월 25일 - TOICA의 사용이 개시되었다.

## 인접역
| 도카이 여객철도 도카이도 본선   | 도카이 여객철도 도카이도 본선 | 도카이 여객철도 도카이도 본선 |
| ------------------------------- | ----------------------------- | ----------------------------- |
| 오미나가오카 오가키·나고야 방면 | ■ 도카이도 본선               | 마이바라 ·오사카 방면         |